# Esher Rugby Football Club
Maillots
Esher Rugby Football Club, est un club de rugby à XV fondé en 1923, basé à Hersham, dans le Surrey. Il joue actuellement en National League 2 East, c’est-à-dire la quatrième division anglaise.

## Histoire
Mike Schmid prend les rênes du club en 2004, avant d'aider le club à monter pour la première fois de leur histoire en seconde division (Championship) en 2007.

## Palmarès
- Championnat d'Angleterre de D3 (National League 1) : 2007 et 2010.

## Joueurs passés par le club
Voir cette catégorie : Joueur du Esher RFC